# Gollum's Song
«Gollum's Song» (en español «Canción de Gollum»), es una canción interpretada por la cantante islandesa Emilíana Torrini para la banda sonora original de la película El Señor de los Anillos: las dos torres, en la que aparece en los créditos de cierre. La canción no ha sido publicada como sencillo, por lo que sólo puede ser adquirida en las distintas ediciones del álbum de la banda sonora original de la película.

## La canción

### Música
Esta canción está musicalmente relacionada con el tema «Gollum's Pity Theme», ambos compuestos por Howard Shore.

### Letra
Su letra, íntegramente en inglés, está escrita por Fran Walsh, Janet Roddick, David Donaldson, Steve Roche y David Long.
Howard Shore explicó en los extras de la versión extendida de Las dos torres que buscaba acento islandés para interpretar esta canción porque le parecía apropiado para la «voz musical» de Gollum.

## Composición y grabación
Howard Shore pretendió que la también islandesa Björk colaborara en la composición de esta pieza, o que, al menos, la interpretase una vez compuesta; sin embargo, Björk declinó finalmente cantar el tema por su avanzado estado de embarazo, por lo que los productores debieron buscarle apresuradamente una sustituta. La propia Björk lo cuenta así en 4UM, su foro oficial, en respuesta a la preguna de un fan:

Me pidieron que escribiera la canción un mes antes de que naciera mi hija, así que rechacé la propuesta porque llevaba el embarazo muy avanzado. Dijeron que muy bien y se buscaron otro compositor, pero luego me llamaron otra vez y me dijeron que tenían una canción y una letra de mi estilo, y que comprendían que no hubiera tenido tiempo para escribirla, pero me pidieron si podía cantarla. Entonces fui un poco malvada y les pedí que me enviaran la melodía y la letra, porque tenía curiosidad por saber cuál es «mi estilo». Luego tuve que decirles que faltaban tres días para que cumpliera el embarazo y no podía concentrarme en nada más. Ellos me dijeron que buscarían «cantantes como Björk» y parece que encontraron tres, aunque no me dijeron sus nombres, llámalos A, B y C. Después de que diera a luz, no estaban contentos con el resultado y me pidieron que les salvara, que pospondrían la fecha hasta el 30 de octubre (el bebé nació el día 3). Yo les dije que lo primero era el bebé y más tarde me enteré de que habían vuelto a intentarlo y eligieron entre A, B y C. Luego descubrí que se trataba de Emiliana.

La decisión de que fuera Torrini la intérprete se tomó tan en el último momento, que su nombre no quedó acreditado en la película hasta su edición en DVD: en los créditos exhibidos en las salas de cine se nombra a Björk como la intérprete de la pieza. Sin embargo, y a pesar del apresuramiento, Shore quedó encantado con el resultado final, y la propia Torrini con el simple hecho de haber sido elegida desde su anterior anonimato:

Habían hablado con varias vocalistas para esta canción. Había mucha incertidumbre respecto a si me darían la oportunidad, porque yo soy una desconocida. Todo ocurrió muy deprisa. Apenas hube terminado de aprenderme la canción cuando tuve que entrar en el estudio. Soy un gran fan de los libros, los he leído cuatro veces, así que todo esto es maravilloso.

## Premios y nominaciones
Emilíana Torrini obtuvo un Premio Phoenix Film Critics Society por su interpretación de «Gollum's Song». Además la canción fue nominada al World Soundtrack Award de 2003, pero lo perdió frente a «The Hands that Built America», de Gangs of New York. Sin embargo, es la única de las tres canciones finales de la trilogía (las otras dos son «May It Be» de La Comunidad del Anillo e «Into the West» de El retorno del Rey) que no fue nominada al Óscar a la mejor canción original.

## Otras versiones
Esta pista también recibe el título «Long Ways to Go Yet» («Largos caminos que recorrer aún») en The Complete Recordings, disco en el que se ha publicado una versión con música instrumental adicional al final, formando un medley de los temas del disco para cerrar el álbum. El músico Geoff Keezer ha publicado una versión de la pieza al piano con ritmo de jazz.